# Southwick (West Sussex)
Southwick – miasto w Anglii, w hrabstwie West Sussex, w dystrykcie Adur. Leży 38 km na wschód od miasta Chichester i 75 km na południe od Londynu. W 2001 miasto liczyło 13 195 mieszkańców.